# Fascia masseterica

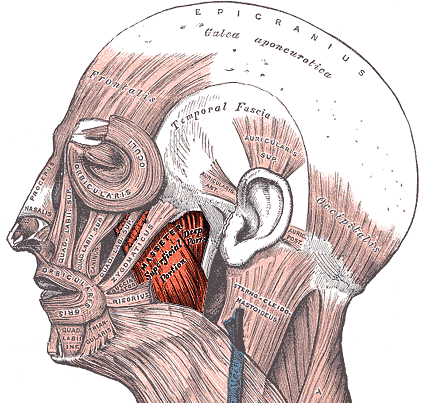
Der Musculus masseter den die Fascia masseterica bedeckt ist hier rot hervorgehoben.

Die Fascia masseterica ist die Faszie des Musculus masseter. Ihre Ursprünge liegen am Jochbogen, wo sie aus der Fascia temporalis hervorgeht und am Stirnfortsatz des Oberkiefers (Processus frontalis maxillae). Am Unterkiefer teilt sich die Faszie. Ein Blatt geht kaudal (steißwärts), am Unterrand des Unterkiefers, in die oberflächliche Halsfaszie über, das andere zieht auf den Musculus pterygoideus medialis. Seitlich verbindet sich die Fascia masseterica mit der Fascia parotidea. Zusammen mit der Fascia parotidea wird sie auch als Fascia parotideo-masseterica bezeichnet, welche Teil der Oberflächenfaszie (Fascia superficialis) ist.